# جودي لوكوكي
جودي لوكوكي (بالهولندية: Jody Lukoki)‏ (15 نوفمبر 1992 جمهورية الكونغو الديمقراطية - 9 مايو 2022) هو لاعب كرة قدم هولندي، يلعب كمهاجم.

## روابط خارجية
- جودي لوكوكي على موقع الاتحاد الأوربي (الإنجليزية)
- جودي لوكوكي على موقع اتحاد تركيا (لاعب) (الإنجليزية)
- جودي لوكوكي على موقع قاعدة بيانات كرة القدم.إي يو (الإنجليزية)
- جودي لوكوكي على موقع ناشيونال فوتبول تيمز (الإنجليزية)
- جودي لوكوكي على موقع Soccerway.com (الإنجليزية)
- جودي لوكوكي على موقع AS.com (الإسبانية)